# Raiffeisen Bank Kosovo
Die Raiffeisen Bank Kosovo Sh. a. (Sh. a. steht für Shoqëri aksionare, albanisch Aktiengesellschaft) ist die größte und umsatzstärkste Privatbank im Kosovo. Der Hauptsitz befindet sich in Pristina, der Hauptstadt des Landes. Unternehmensleiter ist Robert Wright. Im Gegensatz zu anderen Raiffeisenbanken ist die Raiffeisenbank Kosovo keine Genossenschaftsbank, sondern eine Aktiengesellschaft.
Die Raiffeisen Bank Kosovo Sh. a. ist eine 100-prozentige Tochtergesellschaft der Raiffeisen Bank International (RBI).

## Geschichte

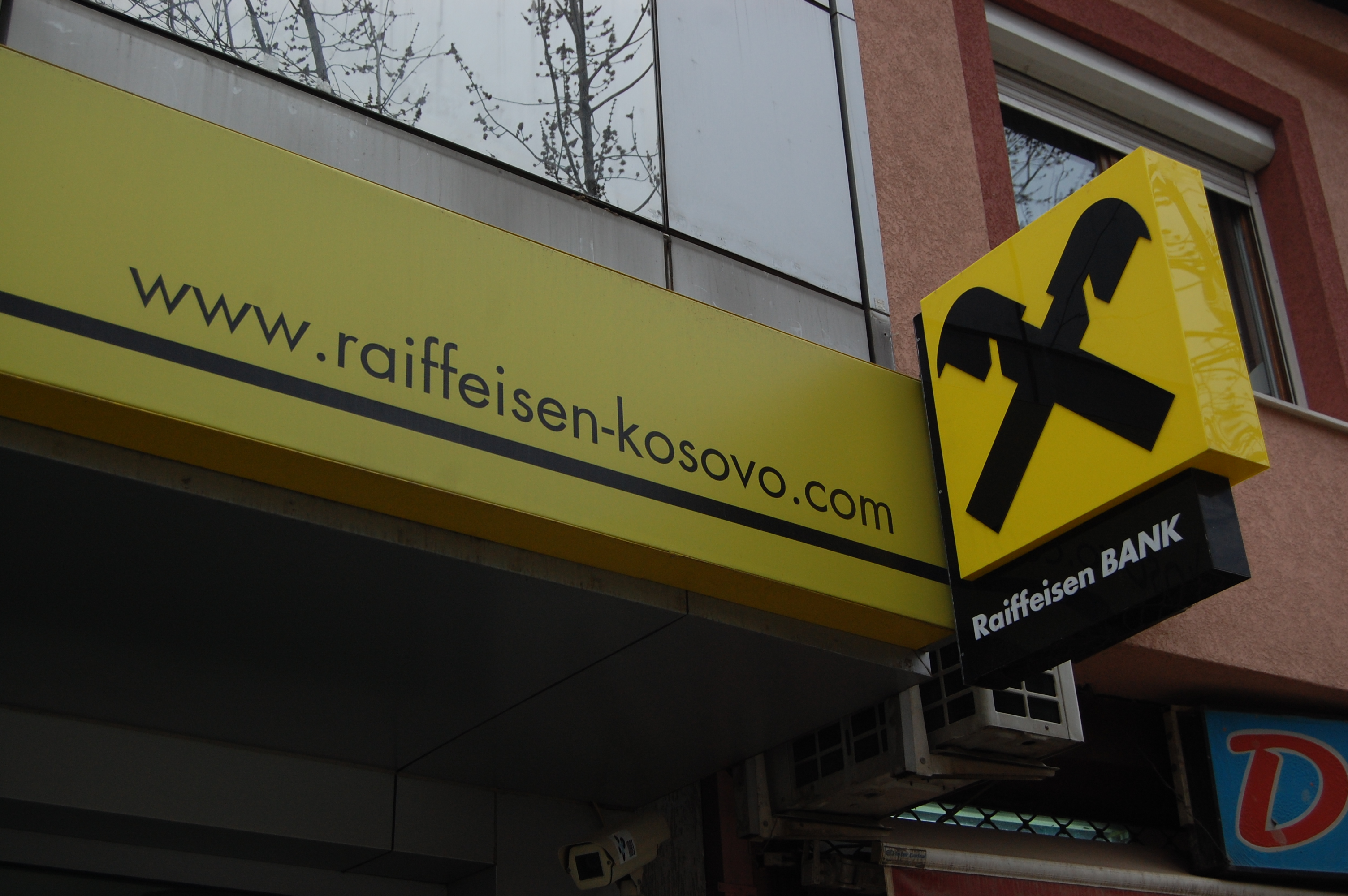
Eine Filiale der Raiffeisen Bank Kosovo in Pristina

Am 8. November 2001 kaufte die RBI die American Bank of Kosovo auf und benannte sie im Juni 2003 in Raiffeisen Bank Kosovo um. Sie konnte sich sehr schnell entwickeln und eröffnete bis 2011 über 50 Geschäftsstellen im Land, in denen knapp 700 Beschäftigte angestellt waren. 2007 wurde die Bank vom Magazin The Banker zur Bank of the Year ausgezeichnet. 2008 und 2009 erhielt sie vom Magazin Euromoney die Auszeichnung Best Bank. 2011 erhielt sie von Global Finance den Titel Best Bank im Kosovo.
Die Bank ist Mitglied im 2011 gegründeten Fondi për Sigurimin e Depozitave të Kosovës (FSDK), einem Einlagensicherungsfonds.

## Organisation
Die Raiffeisen Bank Kosovo ist als Aktiengesellschaft (alb. Shoqëri aksionare) organisiert. Vorsteher des Verwaltungsrats ist Robert Wright. Die Raiffeisen Bank International besitzt 100 Prozent der Aktien der Tochtergesellschaft.